# I cavalieri di Castelcorvo
I cavalieri di Castelcorvo è una serie televisiva italiana della The Walt Disney Company Italia, che è prodotta dalla Stand by Me. La serie è stata pubblicata in anteprima in Italia il 6 novembre 2020 su Disney+.
La produttrice Simona Ercolani ha dichiarato che per scrivere il soggetto della serie si sono ispirati alla fiaba di Hänsel e Gretel in quanto è un riferimento per tanti che hanno lavorato alla produzione della serie.
La serie è stata girata tra Roma e alcuni dei più caratteristici borghi del Lazio, tra i quali Formello e Torre Alfina.

## Trama
I fratelli Riccardo e Giulia si trasferirono nella piccola città di provincia di Castelcorvo a causa del lavoro dei loro genitori. La famiglia ora vive nella casa di zia Margherita. Riccardo e Giulia incontrano Matteo e Betta nella loro nuova città, e i quattro diventano immediatamente migliori amici.  Il quartetto si lancia immediatamente all'avventura e, con enorme sorpresa, i ragazzi scoprono anche che Castelcorvo non è proprio un borgo come tutti gli altri: sotto una superficie di calma e rilassatezza, il paese nasconde enigmi, magia, mistero e inquietudine. Per fronteggiare tutti i problemi e gli imprevisti che la cittadina gli riserva, i quattro ragazzi fanno un patto tra loro: saranno i nuovi Cavalieri di Castelcorvo.
I quattro amici si ritroveranno a vivere una straordinaria avventura e allo stesso tempo a confrontarsi con i problemi tipici della loro età, a partire dalle incomprensioni con gli adulti fino ad arrivare ai primi dilemmi amorosi.

## Episodi
| Stagione       | Episodi | Pubblicazione |
| -------------- | ------- | ------------- |
| Prima stagione | 15      | 2020          |

## Distribuzione internazionale
| Paese   | Canale  | Prima visione    | Prima visione    | Titolo                        | Fonte |
| Paese   | Canale  | Inizio           | Fine             | Titolo                        | Fonte |
| ------- | ------- | ---------------- | ---------------- | ----------------------------- | ----- |
| Italia  | Disney+ | 6 novembre 2020  | 4 dicembre 2020  | I cavalieri di Castelcorvo    | [ 4 ] |
| Francia | Disney+ | 17 novembre 2021 | 17 novembre 2021 | Les Chevaliers de Castelcorvo | [ 5 ] |